# Kaiser Motors

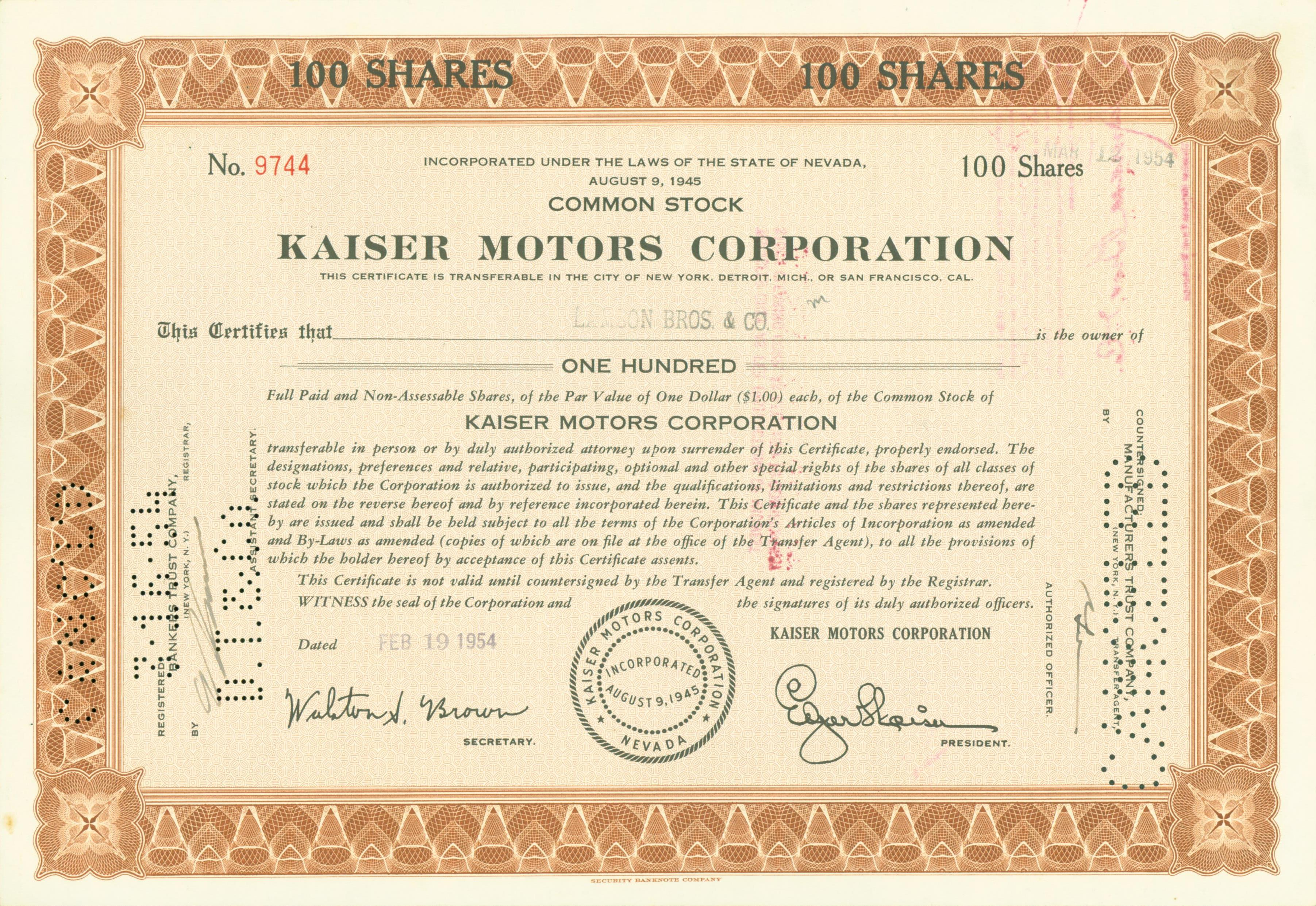
Action de la Kaiser Motors Corp. en date du 19 fevrier 1954

La société Kaiser Motors Corporation (anciennement Kaiser-Frazer) était un constructeur automobile américain. La société était installée à Willow Run dans l'état du Michigan, de 1945 à 1953. 
En 1953, la société Kaiser a fusionné avec le constructeur américain Willys-Overland pour former dans un premier temps Willys Motors Incorporated. La société déplaça ses activités de production dans l'usine Willys à Toledo (Ohio). En 1963, la société change de dénomination sociale en Kaiser Jeep.

## Histoire
La société Kaiser était d'abord dénommée "Kaiser-Frazer Corporation" en 1945. L'entreprise a subi une première réorganisation en 1953 et devient "Kaiser Motors Corporation" après le retrait de Joseph W. Frazer de l'entreprise. Kaiser Motors fabriqua des voitures dans plusieurs ateliers dans le monde mais sa principale usine et son siège social était implanté à Willow Run dans l'état du Michigan.
La société fondée par Henry J. Kaiser, un industriel, et Joseph W. Frazer, président de la "Graham-Paige Corporation", a commencé à fabriquer des automobiles sous les marques Kaiser et Frazer au lendemain de la Seconde Guerre mondiale. Kaiser-Frazer a également construit une petite voiture appelée Henry J, du nom de Henry Kaiser. 

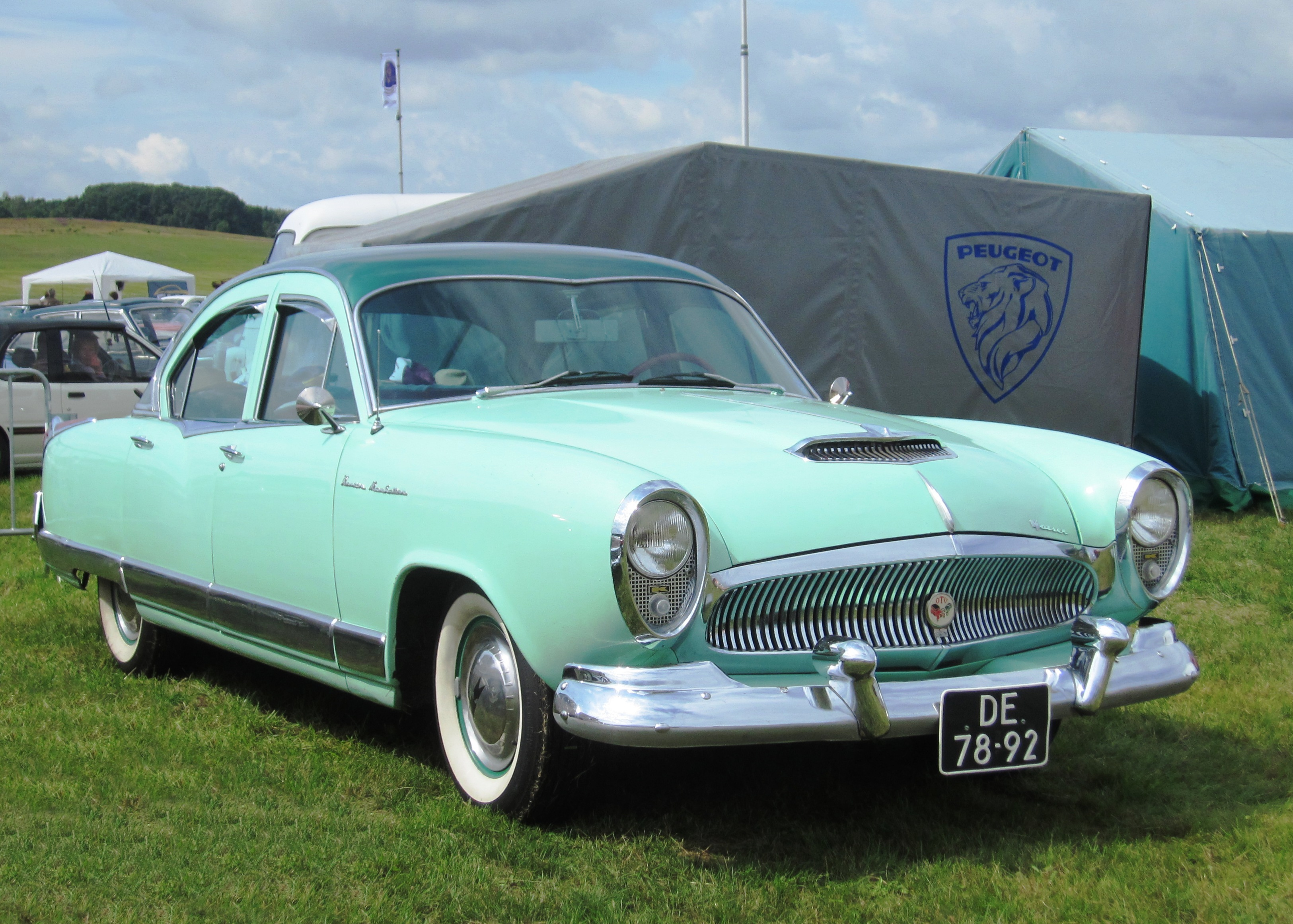
Kaiser Manhattan (1954)

En 1948, après la énième dispute entre Henry Kaiser et Joseph Frazer, ce dernier démissionne de la Présidence de Kaiser-Frazer. Le fils aîné de Henry Kaiser, Edgar, est alors nommé Président en avril 1949. La marque Frazer a été abandonnée en fin d'année 1951. Joseph Frazer est resté comme conseiller des ventes et vice-président du conseil d'administration de Kaiser-Frazer jusqu'en 1953. Lors de l'assemblée générale des actionnaires de 1953, la décision de modifier la dénomination sociale est votée. La marque Kaiser-Frazer Corporation devient Kaiser Motors Corporation. Peu de temps avant, la division Kaiser Manufacturing Corporation avait étudié la possibilité de racheter certains actifs de la société Willys-Overland Corporation, constructeur des voitures Willys et Jeep. Après avoir opéré cette acquisition, la société Kaiser Manufacturing Corporation change son nom et devient Willys Motors Incorporated. À la fin de l'année 1954, les ateliers Kaiser Motors de Willow Run Michigan sont fermés et déplacés dans l'usine Willys de Toledo (Ohio). La production des automobiles Kaiser aux États-Unis a pris fin en 1955.
Kaiser a subi le même sort que tous les constructeurs automobiles américains indépendants dans la période d'après-guerre. Alors que les ventes ont d'abord fortement progressé en raison d'un public affamé voiture, l'entreprise n'a pas eu les ressources suffisantes pour survivre à la concurrence des géants General Motors, Ford et Chrysler. Les productions Kaiser-Frazer étaient originales mais ne proposaient pas les styles de carrosserie à la mode comme les grosses berline aux moteurs V8. Aucun n'a pu investir suffisamment pour combler le retard dans leurs modèles.
Si la production des voitures Kaiser a cessé au cours de l'année modèle 1955, la production des Jeeps Willys à Toledo, Ohio, a continué. Kaiser a poursuivi la production de ses modèles automobiles en Argentine à travers la société IKA - Industrias Kaiser Argentina, établie à Santa Isabel, dans la province de Córdoba. La production des voitures de tourisme et Willys fut déplacée vers le Brésil dans l'usine Willys-Overland do Brasil, en utilisant les anciennes matrices utilisées aux États-Unis dans les années 1960.
La société a changé son nom en Kaiser Jeep (en) en 1963. En 1969, Kaiser Industries décide de quitter le secteur automobile et a été vendue au petit constructeur américain American Motors Corporation - AMC en 1970. Dans le cadre de la transaction, Kaiser a reçu une participation de 22 % dans AMC, qui a ensuite été cédée. AMC rebaptisa la division AM General, qui est toujours opérationnelle aujourd'hui, surtout connue comme le fabricant de la Humvee et les versions civiles Hummer H1.

## Véhicules
- Kaiser,
- Frazer,
- Henry J, une petite voiture économique,
- Kaiser Darrin, la première voiture de sport avec une carrosserie en fibres de verre. Seulement 435 exemplaires ont été produits pour l'année modèle 1954.
- Willys,
- Jeep, pick-ups, CJ - Jeep civile et marque Jeepster.
- Allstate, vente de composants automobiles dans les grands magasins du sud des États-Unis, pneus, batteries, etc.

Kaiser Motors produit maintenant des voitures de course.